# Arbuskula (grzyby)

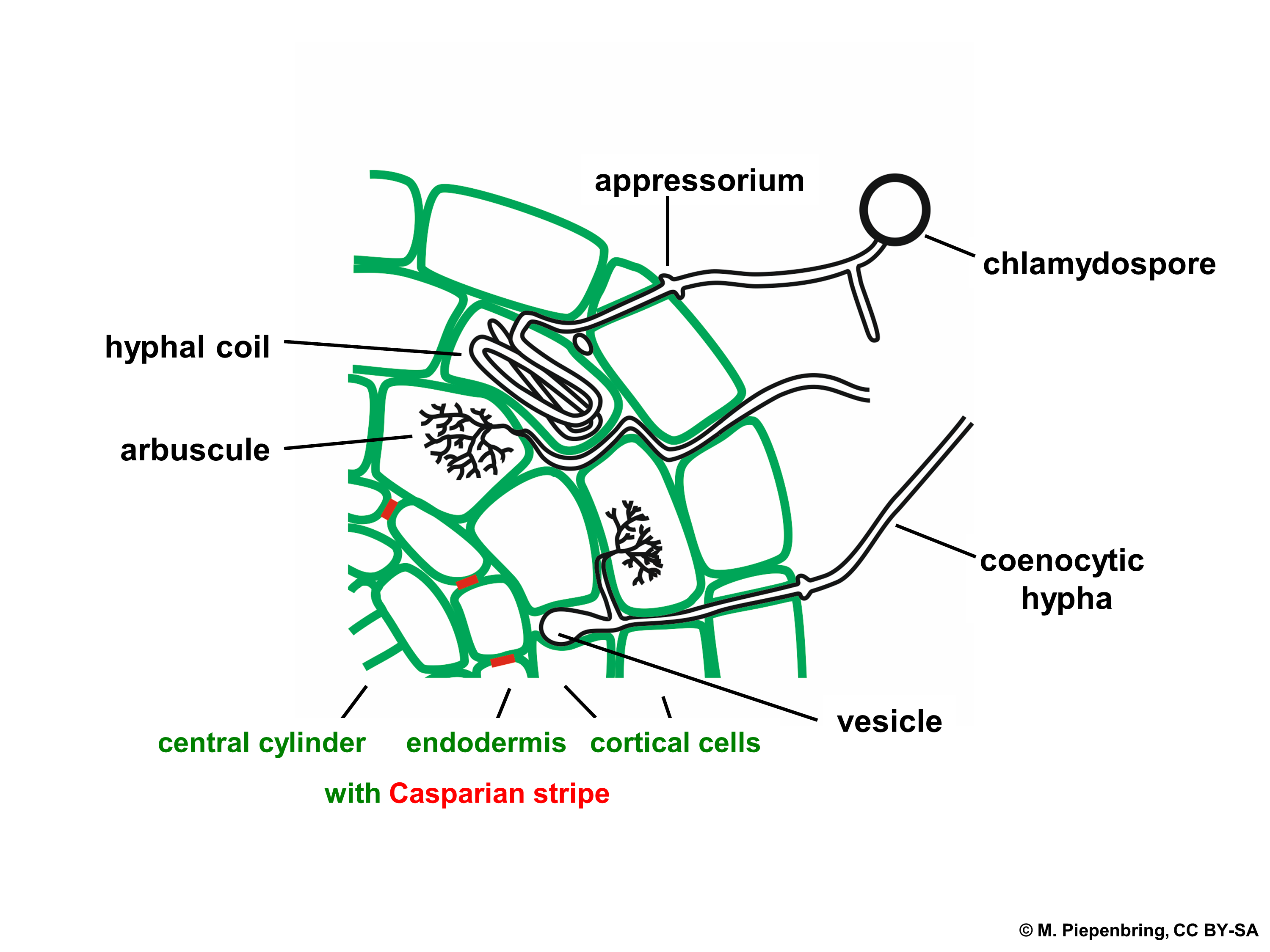

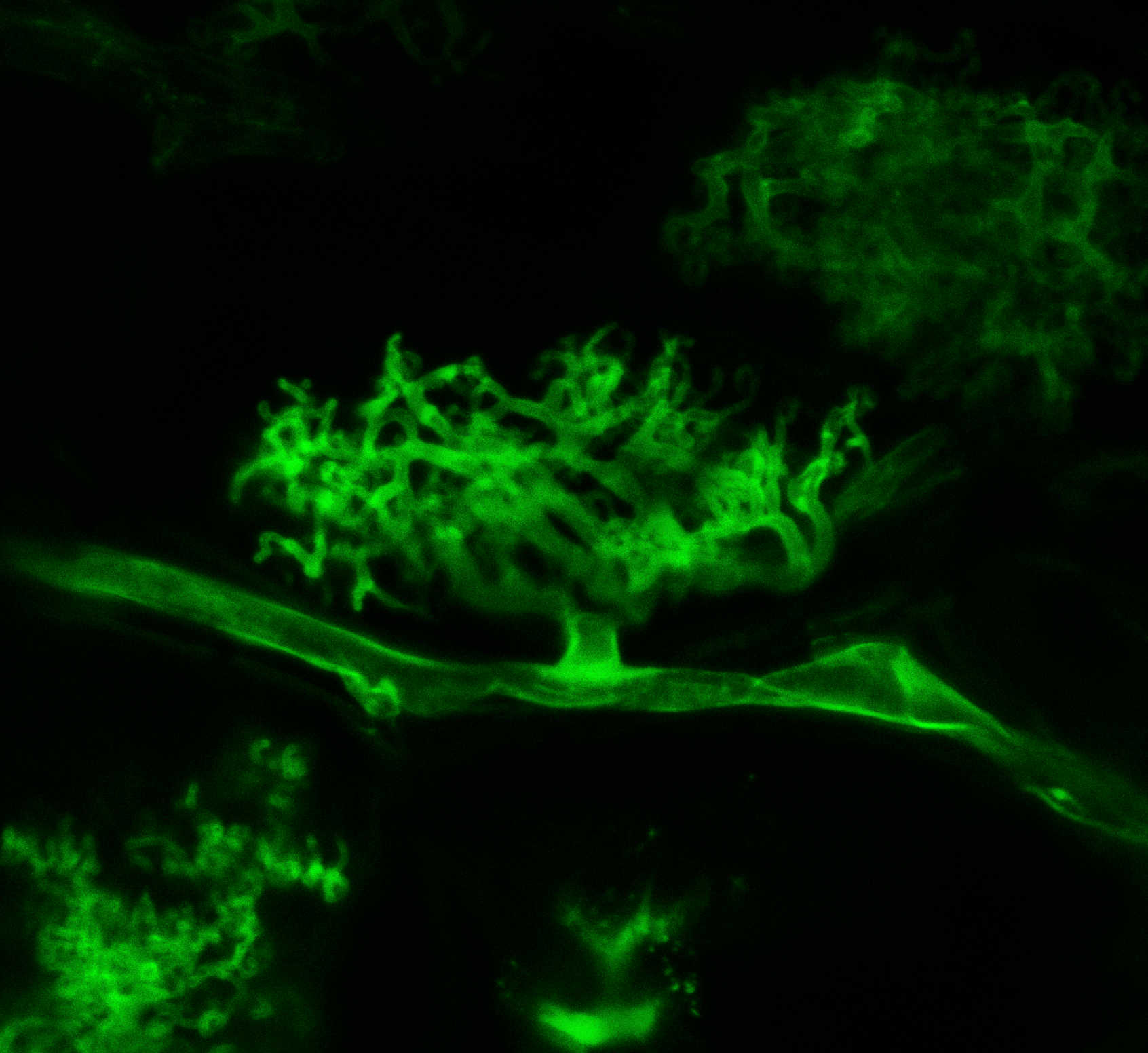
Arbuskula u Rhizopagus irregularis

Arbuskula (łac. arbuscula, l.mn. arbuscule) – wyspecjalizowana strzępka grzybów mykoryzowych pośrednicząca w wymianie składników między grzybem a żyjącą z nim w symbiozie rośliną (mykoryza arbuskularna). Arbuskula rośnie wewnątrz tkanek rośliny pomiędzy jej komórkami, następnie przebija ich ścianę komórkową i wewnątrz komórki tworzy drzewkowate rozgałęzienia. Grzyby mykoryzowe tworzą trzy rodzaje strzępek rozwijających się wewnątrz rośliny; drzewkowate arbuskule i strzępki cewkowate (hyphal coil) wewnątrz komórek i pęcherzyki (vesicle) w przestrzeniach międzykomórkowych. Arbuskule pośredniczą w wymianie składników między rośliną a grzybem, pęcherzyki pełnią rolę magazynu.
Arbuskule powstają po około 15 dniach od momentu zainfekowania korzeni rośliny zarodnikiem grzyba mykoryzowego. Mimo że arbuskule grzyba znajdują się wewnątrz komórki rośliny, nie dochodzi do połączenia się ich cytoplazm. Wokół arbuskuli tworzy się wytwarzana przez roślinę błona komórkowa. Ściana komórkowa grzyba staje się stopniowo cieńsza w miarę wzrostu arbuskułów i rozwija się, prowadząc do ustanowienia rozległego interfejsu wewnątrzkomórkowego, w którym fosforany i węgiel przemieszczają się pomiędzy rośliną i grzybem.
Arbuskule zostały wykryte już u aglaofitonu występującego na Ziemi ponad 400 milionów lat temu.